# Me gustas tanto
"Me Gustas Tanto" é uma canção da cantora mexicana Paulina Rubio, gravada para seu décimo álbum de estúdio, Brava!. A canção foi escrita por Rubio, Miguel Mendoza e Andrés Recio, e produzida pelo produtor musical marroquino RedOne. "Me Gustas Tanto" é uma canção que funde dance-pop e pop latino, com toques de música tropical. Liricamente, é sobre a admiração da protagonista por outra pessoa. Depois do seu lançamento como o primeiro single do álbum, a canção atingiu a primeira colocação no México, e na Espanha. A canção alcançou a nona posição na Billboard Hot Latin Songs.
"Me Gustas Tanto" teve recepção positiva, com críticos musicais associando a canção ao estilo do álbum de estreia de Rubio, La Chica Dorada (1992), mas com um ritmo e melodia modernos. O vídeo musical teve locação em Miami, Estados Unidos, e foi dirigido pelo fotógrafo e diretor espanhol Gustavo López Mañas, junto com a própria Rubio. A cantora aparece em vários cenários e vestimentas, como estar com o corpo coberto de glitter, com as partes íntimas cobertas com um coração, e em cenas inspiradas em caleidoscópio. O vídeo musical para "Me Gustas Tanto" foi editado por Paula Falla e pela própria cantora.

## Antecedentes e lançamento
"Me Gustas Tanto" foi escrita pelo duo venezuelano Chino & Nacho e Andrés Recio, e foi produzida pelo marroquino RedOne. A canção seria lançada em 13 de Setembro de 2011, mas vazou na internet, levando a Universal Music a lançá-la antecipadamente, em 6 de Setembro.

## Composição
A canção é descrita como uma canção pop-trance brilhante.

## Vídeo musical
O vídeo musical para "Me Gustas Tanto" foi gravado em 27 de Setembro de 2011 e teve locação nos estúdios Little River em Miami, Estados Unidos, e foi dirigido por Gustavo López Mañas e por Rubio, e editado por Paula Falla e pela própria cantora. Um mês depois da gravação do vídeo, ele estreou no canal Vevo da cantora, e em duas semanas de lançamento, conseguiu 2 milhões de visualizações.
O vídeo musical começa com Rubio caminhando numa rua, e pega um celular Xperia, da marca Sony Ericsson, que foi utilizado como um elemento de publicidade. Nele, marcam 16 horas, e a canção começa. Rubio é mostrada cantando com um cabelo semi-armado, e um vestido brilhante, e uma luva em sua mão direita. Nas cenas seguintes, a cantora é mostrada em uma escada branca, apenas com um óculos, e com um véu rosa. Algumas cenas são mostradas com o mesmo efeito utilizado na capa do álbum Brava!, e outras que utilizam o caleidoscópio. Rubio aparece depois disso, apenas com um blazer preto, e um coração tapando suas partes íntimas, e na próxima cena, aparece com seu corpo banhado com glitter da cor dourada, e mais uma vez é usado o caleidoscópio. Após, cinco dançarinos aparecem dançando, e chamando a cantora, que os cumprimenta e tira fotos com o celular junto com os dançarinos, que em um momento, ele mostra a capa de Brava!. Quase no final do vídeo musical, eles dançam uma coreografia, que é a última cena dele. As cenas dos bastidores da última cena mostrada aparecem.